# Rigoberto Rivas
Rigoberto Manuel Rivas Vindel (Balfate, 31 luglio 1998) è un calciatore honduregno, centrocampista e attaccante del Kocaelispor e della nazionale honduregna.

## Caratteristiche tecniche
Trequartista naturale e abile nei lanci lunghi, può ricoprire anche i ruoli di ala, esterno di centrocampo, mezzala e seconda punta.

## Carriera

### Club

#### Prato
Nato a Balfate, in Honduras, è cresciuto nelle giovanili della Sestese e del Prato. Il 24 febbraio 2013, Rivas, giocando una partita con i Giovanissimi Nazionali del Prato e non avendo ancora tutti i requisiti in regola, fa perdere a tavolino la partita con il Grosseto. Rivas fa il suo debutto nel calcio professionistico in Lega Pro l'8 maggio 2016 nella squadra maggiore del Prato, che lo aveva prelevato dalla Primavera.

#### Inter
Il Prato firmò un contratto di collaborazione di 3 anni con l'Inter nel 2014, in seguito al quale il club cedette Rivas ai nerazzurri fino al 30 agosto 2016, inizialmente su base temporanea.
Con la squadra primavera ha vinto il Campionato Primavera 2016-2017. Ha ricevuto la sua prima e unica convocazione con la prima squadra dal mister Stefano Vecchi, inserendolo nella lista dei convocati per la partita contro l'Udinese del 28 maggio 2017. Sceglie per l'occasione la maglia numero 42, restando tuttavia per tutti i 90 minuti in panchina. Inserito nel giro della prima squadra disputa tutto il ritiro estivo sotto gli occhi del neo mister Luciano Spalletti che lo fa debuttare in una partita amichevole il 9 luglio 2017. Ha firmato un contratto definitivo con l'Inter il 7 luglio.

#### Brescia
Il 31 agosto 2017 è stato ingaggiato dal Brescia in Serie B per un prestito della durata di una stagione con opzione di acquisto. Il 10 settembre ha esordito in Serie B con il Brescia sostituendo Matteo Cortesi al 64' nella vittoria per 1-0 sul Parma. L'8 ottobre Rivas ha giocato la sua prima partita come titolare con il Brescia, nella sconfitta per 3-0 con la Virtus Entella, sostituito da Alessandro Martinelli al 74'. Il 20 ottobre ha giocato la sua prima partita intera con il Brescia, sconfitta per 2-0 in trasferta con la Cremonese. Chiude la stagione con 15 presenze e zero gol.

#### Ternana
Il 21 luglio 2018, Rivas è passato in prestito alla Ternana fino al 30 giugno 2019. Ha debuttato nel secondo turno della Coppa Italia con il Carpi mettendo a segno la sua prima rete in maglia rossoverde, segnando nella fattispecie il secondo gol nella vittoria per 2-0. Successivamente, un infortunio occorso prima dell'inizio del campionato, lo tiene fermo per tutta la prima parte della stagione, rientrando solo il 19 gennaio contro il Fano. Per il resto del campionato venne utilizzato poco dai tecnici che si sono susseguiti in panchina, rimanendo molte volte in panchina. Chiude l'annata con 10 presenze e zero gol, non venendo riscattato e facendo ritorno all'Inter.

#### Reggina
Il 2 settembre 2019, giorno finale del calciomercato, Rivas si trasferisce in prestito alla Reggina, in Serie C. Sigla la sua prima rete in maglia amaranto (e tra i professionisti) il 23 novembre seguente, in occasione della partita contro il Rende, vinta per 4-1. Si ripete il 26 febbraio 2020, decidendo la gara esterna contro il Catanzaro (0-1).
Il 27 agosto 2020, il prestito al club calabrese viene rinnovato per un'altra stagione. Il 27 febbraio 2021, realizza la sua prima doppietta in Serie B contro la Spal. Il 30 giugno 2021, Rivas viene acquistato a titolo definitivo dalla Reggina, con cui firma un contratto quadriennale.

#### Hatayspor
Rimasto senza vincoli visto l'esclusione della Reggina dalla Serie B, l'8 settembre 2023 Rivas viene ufficialmente ingaggiato dall'Hatayspor, nella massima serie turca, con cui firma un contratto triennale.
Kocaelispor
Il 9 febbraio 2025 si trasferisce al Kocaelispor.

### Nazionale
Rivas ricevette la prima convocazione dalla nazionale di calcio dell'Honduras Under-20 nel 2017 rimanendo in panchina, nel 2019 ha fatto parte della Nazionale olimpica scendendo in campo in due occasioni. Sempre nel 2019 il ct Fabián Coito viene convocato per la prima volta in nazionale maggiore, inserendosi nella lista per la CONCACAF Gold Cup 2017. Tuttavia, alla fine non è stato inserito nell'elenco della squadra finale. In seguito viene convocato di nuovo per le amichevoli con Paraguay e Brasile del 5 e 9 giugno 2019 facendo questa volta il suo debutto contro il Paraguay come titolare. Il 10 ottobre 2019 ha esordito in gara ufficiale con la nazionale maggiore, entrando al posto di Bryan Róchez al 68' del successo per 2-0 in trasferta a Port of Spain contro Trinidad e Tobago in CONCACAF Nations League.

## Statistiche

### Presenze e reti nei club
Statistiche aggiornate al 9 maggio 2024.
| Stagione        | Squadra         | Campionato      | Campionato | Campionato | Coppe nazionali | Coppe nazionali | Coppe nazionali | Coppe continentali | Coppe continentali | Coppe continentali | Altre coppe | Altre coppe | Altre coppe | Totale | Totale |
| Stagione        | Squadra         | Comp            | Pres       | Reti       | Comp            | Pres            | Reti            | Comp               | Pres               | Reti               | Comp        | Pres        | Reti        | Pres   | Reti   |
| --------------- | --------------- | --------------- | ---------- | ---------- | --------------- | --------------- | --------------- | ------------------ | ------------------ | ------------------ | ----------- | ----------- | ----------- | ------ | ------ |
| 2015-2016       | Prato           | LP              | 1          | 0          | CI-LP           | 0               | 0               | -                  | -                  | -                  | -           | -           | -           | 1      | 0      |
| 2016-2017       | Inter           | A               | 0          | 0          | CI              | 0               | 0               | UEL                | 0                  | 0                  | -           | -           | -           | 0      | 0      |
| 2017-2018       | Brescia         | B               | 15         | 0          | CI              | 0               | 0               | -                  | -                  | -                  | -           | -           | -           | 15     | 0      |
| 2018-2019       | Ternana         | C               | 10         | 0          | CI+CI-C         | 2+1             | 1+0             | -                  | -                  | -                  | -           | -           | -           | 13     | 1      |
| 2019-2020       | Reggina         | C               | 16         | 2          | CI+CI-C         | 0+1             | 0               | -                  | -                  | -                  | -           | -           | -           | 17     | 2      |
| 2020-2021       | Reggina         | B               | 27         | 5          | CI              | 0               | 0               | -                  | -                  | -                  | -           | -           | -           | 27     | 5      |
| 2021-2022       | Reggina         | B               | 27         | 2          | CI              | 1               | 0               | -                  | -                  | -                  | -           | -           | -           | 28     | 2      |
| 2022-2023       | Reggina         | B               | 38         | 3          | CI              | 1               | 0               | -                  | -                  | -                  | -           | -           | -           | 39     | 3      |
| Totale Reggina  | Totale Reggina  | Totale Reggina  | 108        | 12         |                 | 3               | 0               |                    | -                  | -                  |             | -           | -           | 111    | 12     |
| 2023-2024       | Hatayspor       | SL              | 29         | 5          | TK              | 3               | 0               | -                  | -                  | -                  | -           | -           | -           | 32     | 5      |
| Totale carriera | Totale carriera | Totale carriera | 163        | 17         |                 | 9               | 1               |                    | 0                  | 0                  |             | -           | -           | 172    | 18     |

### Cronologia presenze e reti in nazionale
| Cronologia completa delle presenze e delle reti in nazionale ― Honduras | Cronologia completa delle presenze e delle reti in nazionale ― Honduras | Cronologia completa delle presenze e delle reti in nazionale ― Honduras | Cronologia completa delle presenze e delle reti in nazionale ― Honduras | Cronologia completa delle presenze e delle reti in nazionale ― Honduras | Cronologia completa delle presenze e delle reti in nazionale ― Honduras | Cronologia completa delle presenze e delle reti in nazionale ― Honduras | Cronologia completa delle presenze e delle reti in nazionale ― Honduras |
| Data                                                                    | Città                                                                   | In casa                                                                 | Risultato                                                               | Ospiti                                                                  | Competizione                                                            | Reti                                                                    | Note                                                                    |
| ----------------------------------------------------------------------- | ----------------------------------------------------------------------- | ----------------------------------------------------------------------- | ----------------------------------------------------------------------- | ----------------------------------------------------------------------- | ----------------------------------------------------------------------- | ----------------------------------------------------------------------- | ----------------------------------------------------------------------- |
| 5-6-2019                                                                | Ciudad del Este                                                         | Paraguay                                                                | 1 – 1                                                                   | Honduras                                                                | Amichevole                                                              | -                                                                       | 75’                                                                     |
| 5-9-2019                                                                | Tegucigalpa                                                             | Honduras                                                                | 4 – 0                                                                   | Porto Rico                                                              | Amichevole                                                              | -                                                                       | 67’                                                                     |
| 10-9-2019                                                               | San Pedro Sula                                                          | Honduras                                                                | 2 – 1                                                                   | Cile                                                                    | Amichevole                                                              | -                                                                       | 46’                                                                     |
| 10-10-2019                                                              | Port of Spain                                                           | Trinidad e Tobago                                                       | 0 – 2                                                                   | Honduras                                                                | CONCACAF Nations League 2019-2020 - 2º turno                            | -                                                                       | 68’                                                                     |
| 14-10-2019                                                              | San Pedro Sula                                                          | Honduras                                                                | 1 – 0                                                                   | Martinica                                                               | CONCACAF Nations League 2019-2020 - 2º turno                            | -                                                                       |                                                                         |
| 14-11-2019                                                              | Fort-de-France                                                          | Martinica                                                               | 1 – 1                                                                   | Honduras                                                                | CONCACAF Nations League 2019-2020 - 2º turno                            | -                                                                       | 58’                                                                     |
| 17-11-2019                                                              | San Pedro Sula                                                          | Honduras                                                                | 4 – 0                                                                   | Trinidad e Tobago                                                       | CONCACAF Nations League 2019-2020 - 2º turno                            | -                                                                       | 79’                                                                     |
| 3-6-2021                                                                | Denver                                                                  | Stati Uniti                                                             | 1 – 0                                                                   | Honduras                                                                | CONCACAF Nations League 2019-2020 - Semifinale                          | -                                                                       | 74’                                                                     |
| 6-6-2021                                                                | Denver                                                                  | Honduras                                                                | 2 – 2 dts (5 – 4 dtr)                                                   | Costa Rica                                                              | CONCACAF Nations League 2019-2020 - Finale 3º posto                     | -                                                                       | 46’                                                                     |
| 12-6-2021                                                               | Atlanta                                                                 | Messico                                                                 | 0 – 0                                                                   | Honduras                                                                | Amichevole                                                              | -                                                                       | 86’                                                                     |
| 2-9-2021                                                                | Toronto                                                                 | Canada                                                                  | 1 – 1                                                                   | Honduras                                                                | Qual. Mondiali 2022                                                     | -                                                                       | 45+2’ 71’                                                               |
| 5-9-2021                                                                | San Salvador                                                            | El Salvador                                                             | 0 – 0                                                                   | Honduras                                                                | Qual. Mondiali 2022                                                     | -                                                                       | 65’                                                                     |
| 8-9-2021                                                                | San Pedro Sula                                                          | Honduras                                                                | 1 – 4                                                                   | Stati Uniti                                                             | Qual. Mondiali 2022                                                     | -                                                                       | 46’                                                                     |
| 7-10-2021                                                               | San Pedro Sula                                                          | Honduras                                                                | 0 – 0                                                                   | Costa Rica                                                              | Qual. Mondiali 2022                                                     | -                                                                       | 56’                                                                     |
| 13-10-2021                                                              | San Pedro Sula                                                          | Honduras                                                                | 0 – 2                                                                   | Giamaica                                                                | Qual. Mondiali 2022                                                     | -                                                                       | 73’                                                                     |
| 24-9-2022                                                               | Miami Gardens                                                           | Argentina                                                               | 3 – 0                                                                   | Honduras                                                                | Amichevole                                                              | -                                                                       | 46’                                                                     |
| 28-9-2022                                                               | Houston                                                                 | Honduras                                                                | 2 – 1                                                                   | Guatemala                                                               | Amichevole                                                              | -                                                                       | 64’                                                                     |
| 12-10-2023                                                              | Santo Domingo                                                           | Cuba                                                                    | 0 – 0                                                                   | Honduras                                                                | CONCACAF Nations League 2023-2024 - 2º turno                            | -                                                                       | 66’                                                                     |
| 15-10-2023                                                              | Tegucigalpa                                                             | Honduras                                                                | 4 – 0                                                                   | Cuba                                                                    | CONCACAF Nations League 2023-2024 - 2º turno                            | -                                                                       | 80’                                                                     |
| 17-11-2023                                                              | Tegucigalpa                                                             | Honduras                                                                | 2 – 0                                                                   | Messico                                                                 | CONCACAF Nations League 2023-2024 - Quarti di finale                    | -                                                                       | 45+2’ 66’                                                               |
| 21-11-2023                                                              | Città del Messico                                                       | Messico                                                                 | 2 – 0 dts (4 – 2 dtr)                                                   | Honduras                                                                | CONCACAF Nations League 2023-2024 - Quarti di finale                    | -                                                                       | 46’                                                                     |
| 23-3-2024                                                               | Frisco                                                                  | Costa Rica                                                              | 3 – 1                                                                   | Honduras                                                                | CONCACAF Nations League 2023-2024 - Play-off                            | -                                                                       | 83’                                                                     |
| 10-10-2024                                                              | Remire-Montjoly                                                         | Guyana francese                                                         | 2 – 3                                                                   | Honduras                                                                | CONCACAF Nations League 2024-2025 - 1º turno                            | -                                                                       | 80’                                                                     |
| 14-10-2024                                                              | Kingston                                                                | Giamaica                                                                | 0 – 0                                                                   | Honduras                                                                | CONCACAF Nations League 2024-2025 - 1º turno                            | -                                                                       | 85’                                                                     |
| 15-11-2024                                                              | San Pedro Sula                                                          | Honduras                                                                | 2 – 0                                                                   | Messico                                                                 | CONCACAF Nations League 2024-2025 - Quarti di finale                    | -                                                                       | 90+2’                                                                   |
| Totale                                                                  |                                                                         | Presenze                                                                | 25                                                                      |                                                                         | Reti                                                                    | 0                                                                       |                                                                         |

## Palmarès

### Club

#### Competizioni giovanili
- Campionato Primavera: 1

Inter: 2016-2017

#### Competizioni nazionali
- Serie C: 1

Reggina: 2019-2020 (girone C)
- TFF 1. Lig: 1

Kocaelispor: 2024-2025